# My Prerogative
"My Prerogative" é uma canção do artista americano Bobby Brown, presente em seu segundo álbum solo de estúdio, Don't Be Cruel. Foi lançado em 11 de outubro de 1988 como o segundo single do álbum. Depois que as sessões de gravação do álbum foram concluídas, Brown e o produtor Gene Griffin viajaram para a Cidade de Nova Iorque, desde que ele sentiu que algo estava "em falta" na gravação. "My Prerogative" foi escrita por Brown como uma resposta às críticas que recebeu por sua saída do grupo New Edition. Ele explicou que a canção fala sobre as decisões tomadas na vida por alguém e não se preocupar com julgamento de outras pessoas. "My Prerogative" é considerada por muitos como um hino do new jack swing, e contém muitos elementos das produções de Teddy Riley.
A canção foi bem recebida pela crítica e foi indicado para um Prêmio Grammy na categoria Melhor Single de R&B Urban Contemporary. Também foi bem sucedido comercialmente, atingindo a posição de número um no Hot 100 da Billboard e também nas paradas de R&B/Hip-Hop. "My Prerogative" também atingiu o top dez em vários países, tais como a Irlanda, Nova Zelândia, Holanda e o Reino Unido. O videoclipe da canção apresenta Brown cantando a canção no palco com sua banda e dançarinos. A canção também foi performada na maioria dos seus concertos, normalmente como a última canção do repertório. Em 04 de fevereiro de 1989, na performance no Madison Square Garden, ele foi acompanhado no palco por muitos artistas populares e os produtores de rap da época.
"My Prerogative" recebeu covers de uma série de artistas de diferentes gêneros, principalmente por Britney Spears. Ela lançou seu cover em seu primeiro álbum de compilação, Greatest Hits: My Prerogative (2004). O cover foi produzido por Bloodshy & Avant e teve um destaque  por estar se referindo a relação de Spears com a mídia no momento. O cover recebeu opiniões desfavoráveis pela maior parte dos críticos, com um revisor chamando-o de "desnecessário". Embora a canção tivesse aparecido com maior destaque nos Estados Unidos, a versão de Spears superou a versão de Brown no resto do mundo, chegando ao topo das paradas na Finlândia, Irlanda, Itália e Noruega alcançando o top dez em outros quatorze países. O videoclipe da canção mostra Spears chegando em uma mansão em Hollywood onde acontece uma festa no local. No final, é revelado que a festa é a comemoração do casamento de Spears.

## Antecedentes
Brown já havia terminado as sessões de gravação para Don't Be Cruel em Los Angeles, Califórnia, mas sentia que faltava algo na gravação. Ele disse, "Senti que meu álbum estava faltando uma canção forte, agressiva então eu pensei, 'Onde lugar melhor que Nova Iorque para levar isso adiante'". Ele viajou para a cidade com o produtor Gene Griffin. "My Prerogative" foi escrita e co-produzida por Brown, Griffin e Teddy Riley. Foi gravada na Axis Studios e mixada na Soundworks, em Nova Iorque. A faixa foi masterizada na Future Disc Systems em Hollywood, Califórnia. Durante uma entrevista com a The Hour em 17 de março de 1989, Brown explicou o tema por trás da canção, dizendo, "Um monte de coisas estavam sendo ditas sobre Bobby Brown, por que ele estava fazendo isso [seguindo carreira solo]. É a minha maneira de expressar para às pessoas que é minha prerrogativa de fazer o que eu quero, me certificando que essa é a coisa certa". Um Cd single de remixes por Joe T. Vannelli foi lançado em 13 de julho de 1995.

## Composição
"My Prerogative" é considerada por muitos como o hino do new jack swing, que mescla batidas de hip-hop com elementos do synthpop e soul. Ele apresenta um balanço do triplete de semicolcheia, incluídos em muitas das produções de Riley. Jake Brown disse em seu livro Your body's calling me: music, love, sex & money (2003), que como a maioria das canções de new jack swing vieram a partir da década de 1980, era composta por "incisivas, batidas conhecidas, com melodias sexualmente energéticas e refrões muito pop". A linha do baixo da faixa foi descrito por Cam'Ron Davis do CMJ New Music Monthly como "verdadeiramente sinistra". De acordo com a partitura publicada no Musicnotes.com pela EMI Music Publishing, a canção é composta na tonalidade de Lá menor com um ritmo de 120 batidas por minuto. Os vocais de Brown vão desde a nota mais alta C4 para A5.

## Recepção
Barry Michael Cooper da Spin disse que "os sons de 'My Prerogative' são como um gin encharcado, um doce Roaring Twenties". Arion Berger da Rolling Stone chamou-o de "mal humorado e inegavelmente um hit de dança adulto". "My Prerogative" foi indicado no 30º Grammy Awards na categoria Melhor Single de R&B Urban Contemporary Masculino, mas perdeu para "Man in the Mirror" do Michael Jackson. No ano seguinte, Spin listou a canção na posição número setenta e dois na lista dos "100 Maiores Singles de Todos os Tempos". E classificado na posição de número noventa e oito na lista da VH1 "100 Maiores Canções da Década de 80". A faixa é considerada uma canção de assinatura de Brown.
"My Prerogative" debutou na Billboard Hot 100 dos Estados Unidos na semana de 29 de outubro de 1988 na posição de número sessenta e um. Na semana seguinte, subiu dezesseis posições, alcançando a posição de número quarenta e cinco. Em 14 de janeiro de 1989, alcançou o topo da parada. A canção também atingiu a primeira posição no Hot R&B/Hip-Hop Songs e a de número sete Hot Dance/Club Play Songs. Recebeu uma certificação de Ouro pela Recording Industry Association of America (RIAA) por vender mais de 500.000 cópias. No Canadá, a canção estreou na parada musical da RPM na posição de número noventa e oito, na semana de 23 de dezembro de 1989. No Reino Unido, "My Prerogative" estreiu na posição de número oitenta e sete em 10 de dezembro de 1988. Em 14 de fevereiro de 1989, a canção alcançou a posição de número seis e permaneceu na posição por duas semanas. Após o lançamento dos remixes do single em 14 de outubro de 1995, "My Prerogative" retornou nas paradas do Reino Unido na posição de número dezessete, e permaneceu na parada por duas semanas. Na Europa, a canção alcançou o top dez na Irlanda e na Holanda, e o top vinte na Alemanha e na Suécia. Na Austrália e na Nova Zelândia, a faixa atingiu a posição de número quarenta e a de número três, respectivamente.

## Promoção
O videoclipe para "My Prerogative" foi dirigido por Alek Keshishian. O vídeo começa com Brown dirigindo um carro enquanto seus músicos começam a interpretar a canção em um palco. Pouco depois, ele desce para o palco em um elevador, vestindo um macacão preto e um fone de ouvido. Ele dança rodeado por duas mulheres, uma delas tocando um keytar. J. D. Considine da Rolling Stone escreveu em sua revisão para Bobby (1992), "Como alguém que viu arrogância através dos vídeos para 'My Prerogative' e 'Every Little Step' pode atestar, Brown tinha uma habilidade fenomenal para transmitir uma sensação de dureza que é totalmente sem malícia ou ameaça, tornando-o credível e afável". O videoclipe foi indicado no MTV Video Music Awards de 1989 para Melhor Performance em um Vídeo, mas perdeu para o videoclipe "Cult of Personality" do Living Colour. Atingiu a posição de número nove na parada de videoclipe da RPM em 21 de julho de 1990.
"My Prerogative" foi performada durante sua turnê promocional como Don't Be Cruel como a última canção da noite. Brown normalmente performa a canção usando uma roupa preta, acompanhada por dois dançarinos vestindo de branco. Em 4 de fevereiro de 1989, no show da Madison Square Garden em Nova Iorque, Brown usava um roupão de boxe vermelho com as palavras "King of the Stage" escrito de preto. Durante a performance, Joseph Simmons do Run-D.M.C., LL Cool J e Heavy D se juntaram ao cantor no palco e fizeram um freestyle rapped. Eric B., KRS-One, L.A. Reid, Babyface e Teddy Riley também subiram ao palco e performaram um solo de teclado. Peter Watrous do The New York Times comentou que, "A cena comum no palco espelhou o sentimento na platéia; todo mundo parecia consciente de que esta foi uma geração que reescreveu as regras do entretenimento pop, e orgulhosos de sua realização". Brown também performou a canção na Home Again Tour de 1997 com o New Edition, durante a segunda parte do show em que cantou sucessos de sua carreira solo. Em 10 de novembro de 2005, ele performou a canção pela primeira vez em oito anos em um concerto na House of Blues em Atlantic City. Ele usava um terno branco e chapéu combinando, e cantou-a como a última canção da noite. Em 17 de janeiro de 2006, ele performou com o New Edition em Trump Taj Mahal na Atlantic City. Durante a performance, ele rasgou sua camisa laranja, cantando sem camisa e somente com uma gravata e um casaco de pele. Brown também performou a canção durante seus shows na Austrália em julho de 2007.

## Lista de faixas
| - CD single 1. "My Prerogative" (Edit) – 3:30 2. "Girl Next Door" (Extended version) – 6:31 3. "My Prerogative" (Extended remix) – 8:03 - 7" single 1. "My Prerogative" (Edit) – 3:30 2. "Girl Next Door" – 4:06 | - 12" single 1. "My Prerogative" (Extended remix) – 8:00 2. "Girl Next Door" (Extended version) – 6:30 3. "My Prerogative" (Instrumental) – 5:18 - 12" remix 1. "My Prerogative" (Extended remix) – 8:00 2. "My Prerogative" (Radio edit) – 5:35 3. "My Prerogative" (Instrumental) – 5:18 4. "My Prerogative" (Dub) – 5:52 |

## Créditos
- Bobby Brown – cantor, compositor, co-produtor
- Gene Griffin – compositor, mixer, co-produtor
- Teddy Riley – segunda voz, tecladista, mixer, co-produtor
- Dennis Mitchell – engenheiro, mixer, gravador
- Jim Hanneman – engenheiro, mixer, gravador
- Markell Riley – programador
- Aaron Hall – segunda voz
- Bernard Bill – segunda voz
- Lee Drakeford – segunda voz

## Desempenho e processão
| País/Parada (1988/1989)                   | Melhor posição |
| ----------------------------------------- | -------------- |
| Alemanha (Media Control Charts)           | 15             |
| Austrália (ARIA)                          | 40             |
| Canadá (RPM Singles Chart)                | 98             |
| Estados Unidos (Billboard Hot 100)        | 1              |
| Holanda (MegaCharts)                      | 7              |
| Irlanda (IRMA)                            | 9              |
| Nova Zelândia (RIANZ)                     | 3              |
| Reino Unido (The Official Charts Company) | 6              |
| Suécia (Sverigetopplistan)                | 12             |

| País/Parada (1995)                        | Melhor posição |
| ----------------------------------------- | -------------- |
| Reino Unido (The Official Charts Company) | 17             |

## Outras versões
"My Prerogative" recebeu diversos covers e foi amostrado por artistas de diferentes gêneros. Foi amostrado por Nice & Smooth na canção "O-o-h Child" (1989), por Public Enemy em "Pollywanacraka" (1990), novamente por Nice & Smooth em "Hip Hop Junkies" (1991) e por LL Cool J em "Doin It" (1995). J.D. Considine da Rolling Stone notou que o gancho de Brown no single de 1992, "Humpin' Around" presente em Bobby, "carrega uma semelhança mais do que notável na parte de synth de 'My Prerogative'". De acordo com a Entertainment Weekly, o grupo de R&B americano U.N.V. amostrou a melodia em seu single de 1993 "Something's Goin' On". O cantor jamaicano de reggae Beenie Man fez um cover de "My Prerogative" para seu álbum de estúdio de 1998 Many Moods of Moses. O cantor americano Rod Michael fez um cover da canção para seu álbum de estúdio de 2004, The Next Episode. A banda inglesa de rock Selfish Cunt também fez um cover da canção para seu álbum de estúdio de 2004, No Wicked Heart Shall Prospe, mudando o nome para "Bobby". Em julho de 2007, o jogador americano de basquetebol LeBron James, fez um cover da canção no 15º ESPY Awards no Teatro Kodak em Hollywood, Califórnia, usando uma peruca e calças Hammer. A Vibe declarou que a performance foi "uma das piores performances ao vivo do ano". Anoop Desai, concorrente da oitava temporada do American Idol, fez um cover da canção para sua performance na rodada curinga. Isso lhe valeu o último lugar na final, marcando a primeira vez que o show teve treze competidores. Desai também performou a canção durante a American Idols LIVE! Tour 2009. Graeme McRanor do The Vancouver Sun disse em sua revisão para o concerto que "My Prerogative" "realmente não deve receber mais nenhum cover, por qualquer artista que seja, nunca mais". Em 31 de julho de 2009, o grupo de hip-hop americano The Pharcyde fez um cover da canção no All Points West Music & Arts Festival em Jersey City. A canção também foi destaque nos filmes Love & Basketball (2000), Wild Hogs (2007) e Sex Drive (2008).

### Versão de Britney Spears

#### Antecedentes e composição
|                                                    | "My Prerogative" Uma amostra de 20 segundos de "My Prerogative", no qual Spears canta sobre um fundo de sintetizadores. |
| Problemas para escutar este arquivo? Veja a ajuda. | |

Em 2004, Spears gravou um cover de "My Prerogative" com a equipe de produção sueca Bloodshy & Avant, que também produziu seu single "Toxic" presente em seu quarto álbum de estúdio, In the Zone (2003). Bloodshy & Avant gravaram a canção no Murlyn Studios em Estocolmo, Suécia. Spears gravou seus vocais na Teldex Studios em Berlim, Alemanha. Em abril 2004. a gravadora de Spears Jive Records, anunciou através de um comunicado para a imprensa, que ela havia feito um cover da canção e que o mesmo estava sendo planejado para ser lançado em seu primeiro álbum de compilação de grandes hits, intitulado Greatest Hits: My Prerogative. A canção foi planejada para a estreiar nas rádios em 14 setembro de 2004, no entanto, vazou no mixtape do Real Tapemasters Inc., The Future of R&B em 10 de setembro de 2004. O cover de "My Prerogative" feito por Spears é musicalmente diferente da versão original, com o som de baixo e new jack swing sendo substituídos por sintetizadores e elementos típicos das produções do Bloodshy & Avant. Foi notado por Christy Lemire do msnbc.com que o cover também contém elementos de canções de Bollywood. No início da canção, Spears diz sussurrando nas linhas "People can take everything away from you / But they can never take away your truth / But the question is, can you handle mine?". O restante das letras não têm muita diferença da versão original, ao invés disso a letra foi alterada para se adequar ao sujeito feminino. Jennifer Vineyard da MTV comentou que o cover poderia ser interpretado como uma declaração sobre a vida de Spears e da reação da mídia ao tomar algumas decisões de última hora, incluindo o seu noivado com o dançarino americano Kevin Federline.

#### Recepção
Stephen Thomas Erlewine do Allmusic.com chamou o cover de "um remake inútil, que parece existir apenas para o seu vídeo". Spence D. do IGN disse que as letras se encaixam perfeitamente com o relacionamento de Britney com a mídia no momento. Ele acrescentou, "Quanto à sua interpretação, é uma interessante diversão camaleônica que sai como um Mashup, entre a produção de Prince em estilo vintage, bazófia de Cameo, e mormaço de Madonna, mas nunca que iria captar o brilho e a glória de qualquer uma das influências citados acima". Christy Lemire do msnbc.com chamou-o de "absolutamente desnecessário". Louis Pattison da New Musical Express comentou que "a julgar pelos mals sentimentos" do cover, Spears gostava de desempenhar o papel de "[a] moleca pop rebelde". Sarah Hepola do Salon.com escreveu em um artigo sobre os ídolos jovens contemporâneos que o cover "se tornou um hino para a rebeldia adolescente". O diretor americano Quentin Tarantino incluiu a canção em uma lista que o inspirou durante a produção do seu filme de 2009, Inglourious Basterds.
Nos Estados Unidos, "My Prerogative" estreou nas paradas da Billboard Top 40 Tracks e Mainstream Top 40, respectivamente nas posições de número vinte e dois e trinta e quatro. "My Prerogative" vendeu 374.000 downloads digitais pagos nos Estados Unidos. Em 15 de novembro de 2004, a canção estreou na Austrália na posição de número sete. Recebeu uma certificação de Ouro pela Australian Recording Industry Association (ARIA) por vender mais de 35.000 unidades. Na mesma semana, a canção estreou na posição de número dezessete na Nova Zelândia. Em 7 de novembro de 2004, a canção estreou na terceira posição no Reino Unido, durante uma semana competitiva de novos lançamentos, superado apenas por "Just Lose It" do Eminem, e por "Lose My Breath" das Destiny's Child. De acordo com a The Official Charts Company, a canção vendeu 135.000 unidades no país. A canção também alcançou sucesso por toda a Europa, chegando à primeira posição na Finlândia, Irlanda, Itália e Noruega, a segunda posição na Espanha e a terceiro posição na Bélgica (Flandres e Valónia), Dinamarca e Alemanha. Também atingiu o top dez na Áustria, República Checa, Suécia, Suíça e Holanda.

#### Videoclipe
O videoclipe para "My Prerogative" foi filmado em 1-4 junho de 2004 na The Paramour Mansion em Silver Lake, Los Angeles, Califórnia e foi dirigido por Jake Nava. De acordo com a mãe de Spears, Lynne, o vídeo é "sobre a captura deslumbrante de closes e movimentos muito sutis" uma vez que Spears não poderia fazer qualquer coreografia, devido à sua lesão no joelho durante a gravação do videoclipe de "Outrageous". Ela também descreveu o vídeo como "[ter] um elemento do antigo e misterioso glamour de Hollywood". O videoclipe começa com Spears dirigindo um Porsche 928 em alta velocidade na Hollywood Hills. Ela passa através de uma cerca e se joga em uma piscina no interior de uma mansão onde a festa está ocorrendo. Ela emerge da água e fica em cima do carro para cantar o primeiro verso. O irmão de Spears, Bryan fez uma participação especial nestas cenas. Depois que ela sai da piscina, ela entra na mansão e passa por casais que estão ao seu redor. Ela aparece em uma cozinha de aço inoxidável, onde uma empregada corta as alças de seu vestido preto molhado. Na cena seguinte, ela entra em um estúdio no qual seu marido na época, Kevin Federline, está fumando e assistindo a um vídeo em preto-e-branco de Spears em uma tela de projeção. De acordo com Jennifer Vineyard da MTV, o clipe tem um estilo de filmes pornográficos da década de 1940 e 1950. No artigo da Rolling Stone "Britney Spears: The Complete Video Guide", compararamo videoclipe com o single de Madonna de 1984, "Like a Virgin". Ela então entrou em um camarim com espelhos, vestindo lingerie, saltos altos, meias e um casaco de pêlo curto. Ela vai até o quarto, em que um vestido preto é colocado para fora do edredom. Ela põe o vestido novo e a câmera pula a cena para mostrar a festa do lado de fora, onde as pessoas estavam esperando. Durante o final da canção, é revelado que a festa é a comemoração do casamento de Spears, quando ela começa a caminhar em direção ao corredor e Federline aguarda ao lado de um padre. O vídeo termina com uma cena do vídeo em preto-e-branco e Britney olhando para a câmera. As filmagens em preto-e-branco foi lançado como uma versão alternativa do videoclipe no DVD de 2004, Greatest Hits: My Prerogative, em que Britney está em uma cama fazendo várias poses sensuais.
Este vídeo foi enviado por vários usuários do YouTube, porém, a maioria dos vídeos receberam uma classificação etária de inapropriados para menores de 18 anos e chagaram a ser banidos.

#### Faixas e formatos
| - CD single 1. "My Prerogative" – 3:34 2. "My Prerogative" (X-Press 2 Vocal Mix) – 7:19 - Download digital japonês 1. "My Prerogative" – 3:34 2. "I've Just Begun (Having My Fun)" – 5:16 | - Maxi single 1. "My Prerogative" – 3:34 2. "My Prerogative" (Instrumental) – 3:34 3. "My Prerogative" (X-Press 2 Vocal Mix) – 7:19 4. "My Prerogative" (Armand Van Helden Remix) – 7:34 5. "My Prerogative" (X-Press 2 Dub) – 7:19 |

#### Créditos
- Britney Spears – vocalista e vocais de apoio
- Bloodshy & Avant –  produção, arranjos, todos os intrumentos, programador, edição de vocal
- Steven Lunt – arranjos
- Nicklas Flyckt – mixagem
- Tobias Lehmann – engenheiro
- Uwe Lietzow – registro
- Henrik Jonback – guitarra
- BlackCell – vocais de apoio
- Emma Holmgren – vocais de apoio

#### Desempenho, certificações e processão
| País/Parada (2004/2005)                   | Melhor posição |
| ----------------------------------------- | -------------- |
| Alemanha (Media Control Charts)           | 3              |
| Austrália (ARIA)                          | 7              |
| Áustria (Ö3 Austria Top 40)               | 7              |
| Bélgica (Ultratop 50 Flandres)            | 3              |
| Bélgica (Ultratop 40 Valónia)             | 3              |
| Dinamarca (Hitlisten)                     | 3              |
| Espanha (PROMUSICAE)                      | 2              |
| Finlândia (Mitä hittiä)                   | 1              |
| França (SNEP)                             | 18             |
| Holanda (MegaCharts)                      | 10             |
| Hungria (Mahasz)                          | 5              |
| Irlanda (IRMA)                            | 1              |
| Itália (FIMI)                             | 1              |
| Noruega (VG-lista)                        | 1              |
| Nova Zelândia (RIANZ)                     | 17             |
| Reino Unido (The Official Charts Company) | 3              |
| República Checa (IFPI)                    | 4              |
| Suécia (Sverigetopplistan)                | 6              |
| Suíça (Schweizer Hitparade)               | 4              |

| País (2004)        | Posição |
| ------------------ | ------- |
| Austrália          | 93      |
| Bélgica (Flandres) | 81      |
| Bélgica (Valónia)  | 74      |

| País           | Certificações (limiares de vendas) |
| -------------- | ---------------------------------- |
| Austrália      | Ouro                               |
| Estados Unidos | Ouro                               |
| Noruega        | Ouro                               |